# 拟茄形碘泡虫
拟茄形碘泡虫（学名：Myxobolus paratoyamai）为碘泡科碘泡虫属的动物。在中国，分布于湖北等，营寄生生活，寄生在鼻孔、输尿管（鲤）、膀胱（鲫）。